# Valentine Colasante
Valentine Colasante (Parigi, 5 marzo 1989) è una ballerina francese.

## Biografia
Valentine Colasante è nata a Parigi, figlia di immigrati italiani. Ha studiato alla scuola di danza dell'Opéra di Parigi ed è entrata nella compagnia nel 2006 all'età di diciassette anni. Nel 2011 è stata promossa al rango di solista, nel 2013 a ballerina principale e nel 2018, dopo una rappresentazione di Don Chisciotte, è stata proclamata danseuse étoile.
All'interno della compagnia ha danzato molti dei grandi ruoli femminili del repertorio classico e moderno, danzando nell'Histoire de Manon di Kenneth MacMillan, Dafni e Cloe di Benjamin Millepied, Jewels di George Balanchine, Carmen di Roland Petit e diverse coreografie di Rudol'f Nureev, tra cui ruoli da protagonista ne Il lago dei cigni, Don Chisciotte, Cendrillon, Raymonda, Giselle, La Bayadère e Romeo e Giulietta. Ha inoltre danzato con successo lavori di coreografi moderni e contemporanei, tra cui William Forsythe, Anne Teresa De Keersmaeker, Wayne McGregor e, soprattutto,  il ruolo della fanciulla nella Sagra della primavera di Pina Bausch.